# 7291 Hyakutake
7291 Hyakutake este un asteroid din centura principală. A fost descoperit de Satoru Ōtomo la 13 decembrie 1991, de la Kiyosato.

## Denumire
A fost denumit după astronomul amator japonez Yuji Hyakutake (1950-2002), descoperitor a două comete (C/1995 Y1 și C/1996 B2, marea cometă din 1996).

## Descriere
Asteroidul 7291 Hyakutake prezintă o orbită caracterizată de o semiaxă majoră egală cu 3,1322349 u.a. și de o exentricitate de 0,2241241, înclinată cu 8,41089° față de ecliptică. Perioada sa orbitală este de 2.026 de zile (5,55 ani). Viteza sa orbitală medie este de 16,82589704 km/s.